# ونه‌را بویاخجیان
ونه‌را گغامی بویاخجیان (ارمنی: Վեներա Գեղամի Բոյախչյան؛ انگلیسی: Venera Boyakhchyan؛ زادهٔ ۸ مهٔ ۱۹۴۰) روان‌پزشک، مواد مخدرشناس، روان‌درمانگر، پزشک اهل ارمنستان است.

## زندگی‌نامه
وی در ۸ مه ۱۹۴۰ در کیروواکان به دنیا آمد و از دانشگاه پزشکی دولتی ایروان فارغ‌التحصیل گشت. 

## یادداشت
1. ↑  հոգեբույժ
2. ↑  թմրաբույժ/narcologist
3. ↑  հոգեթերապևտ
4. ↑  Երևանի թիվ ۴ պոլիկլինիկայի հոգեթերապևտ